# 組合技巧
證明組合學的結論時，常用到組合技巧。
一類是計數原理，如加法原理、乘法原理、容斥原理，常用於解決組合計數問題。另一類則是證明技巧，如双射法用於證明某兩類物件的數目一樣多，而抽屜原理則能保證某些物件存在，也用作確定離散物件數目的最大或最小值，還有算兩次和特異元素法能證明許多組合恆等式。
母函数和遞歸關係也是很強的工具，能巧妙操作數列，描述許多組合問題的情景，甚至將之解決。

## 計數原理

### 加法原理
加法原理是以下直觀結論：若有兩類方法做某事，甲類{\displaystyle a}種，乙類{\displaystyle b}種，且只能用其中一類的一種，則做該事的方法，合共{\displaystyle a+b}種。用較嚴謹的語言，兩個不交集的基數之和，等於其並集的基數。

### 乘法原理
乘法原理是另一個直觀結論，斷言：若有甲乙兩事，甲事有{\displaystyle a}種方法，乙事有{\displaystyle b}種方法，則合共有{\displaystyle a\cdot b}種方法做完全部兩事。

### 容斥原理

三個集合兩兩相交的文氏圖

容斥原理用多個集合各自的大小，及其任何組合之交的大小，表示出該些集合並集的大小。對於僅得兩個集合的情況，容斥原理斷言：兩集合{\displaystyle A,B}之並{\displaystyle A\cup B}的大小，等於{\displaystyle A}與{\displaystyle B}大小之和，減去交集{\displaystyle A\cap B}的大小（因為該些元素重複數了兩次）。
對於有{\displaystyle n}個有限集{\displaystyle A_{1},A_{2},\ldots ,A_{n}}的情況，原理斷言：
{\displaystyle {\begin{aligned}\left|\bigcup _{i=1}^{n}A_{i}\right|&{}=\sum _{i=1}^{n}\left|A_{i}\right|-\sum _{i,j\,:\,1\leq i<j\leq n}\left|A_{i}\cap A_{j}\right|\\&{}\qquad +\sum _{i,j,k\,:\,1\leq i<j<k\leq n}\left|A_{i}\cap A_{j}\cap A_{k}\right|-\ \cdots \ +\left(-1\right)^{n-1}\left|A_{1}\cap \cdots \cap A_{n}\right|\\&=\sum _{\begin{smallmatrix}I\subseteq \{1,2,\ldots ,n\}\\I\neq \varnothing \end{smallmatrix}}(-1)^{|I|-1}\left|\bigcap _{i\in I}A_{i}\right|.\end{aligned}}}

### 除法原理
除法原理講述，若有一事要用某輔助程序就能完成，而有{\displaystyle n}種方式做該輔助程序，但對於原來的事而言，每種解決方法對應輔助程序的{\displaystyle d}種方法，則原來的事合共有{\displaystyle n/d}種方法。

## 證明技巧

### 雙射法
要證明兩類物件數量相等時，可以用雙射法，即構造兩類物件的集合之間的双射（一一對應關係）。

### 算兩次
算兩次是證明恆等式的技巧，方法是分別證明左右兩式各自數算同一個集合的元素個數。

### 抽屜原理
抽屜原理斷言，若{\displaystyle a}件物放入{\displaystyle b}個抽屜，而{\displaystyle a>b}，則必有某抽屜內放有多於一件物。此原理廣泛用於存在性證明，即證明具某組合性質的物件存在，但不舉出例子。

### 特異元素法
特異元素法是刻意將集合中的某元素與其他元素區分，視為特殊，於是所有子集可以分為包含該特殊元素與不包含該特殊元素兩類。如此，有時能化簡問題。

## 母函數
母函數是形式冪級數（類似於多項式，但可以有無窮多個項），其系數依次對應數列的各項。以母函數表示數列，開拓了證明恆等式和求數列通項公式的新方法。數列{\displaystyle (a_{n})}的（一般）母函數{\displaystyle G}由下式定義：
{\displaystyle G(x)=\sum _{n=0}^{\infty }a_{n}x^{n}.}

## 遞歸關係
遞歸關係是利用數列某項{\displaystyle a_{n}}之前的其他項{\displaystyle a_{i}(0\leq i\leq n-1)}定義該項。若證得數列的某條遞歸式，則可以已足以推導出此前未知的結論，不過一般而言，能找出通項公式則更佳。